# Хочанув (гмина)
Хочанув (пол. Chocianów) — городско-сельская гмина (волость) в Польше, входит как административная единица в Польковицкий повет, Нижнесилезское воеводство. Население — 12 701 человек (на 2004 год).

## Демография
| Перепись                       | Всего   | Всего | Женщины | Женщины | Мужчины | Мужчины |
| ------------------------------ | ------- | ----- | ------- | ------- | ------- | ------- |
| Единицы                        | человек | %     | человек | %       | человек | %       |
| Население                      | 12 701  | 100   | 6377    | 50,2    | 6324    | 49,8    |
| Плотность населения (чел./км²) | 55,2    | 55,2  | 27,7    | 27,7    | 27,5    | 27,5    |

## Поселения
1. Брунув
2. Хочановец
3. Дунинув
4. Яблонув
5. Михалув
6. Огродзиско
7. Пархув
8. Погожелиска
9. Ракув
10. Шкляры-Дольне
11. Тшебнице
12. Тшмелюв
13. Жабице

## Соседние гмины
1. Гмина Хойнув
2. Гмина Громадка
3. Гмина Любин
4. Гмина Польковице
5. Гмина Пшемкув
6. Гмина Радванице